# Кобилочка японська
Коби́лочка японська (Helopsaltes pleskei) — вид горобцеподібних птахів родини кобилочкових (Locustellidae). Мешкає в Азії. Вид названий на честь російського зоолога Федора Едуардовича Плеске.

## Опис
Довжина птаха становить 13—14 см. Верхня частина тіла оливково-сіра, спина поцяткована темними плямками. Над очима слабо виражені світло-кремові або сірі «брови», навколо очей світлі кільця. Нижня частина тіла білувата, боки жовтуваті.

## Поширення і екологія
Японські кобилочки гніздяться на невеликих островах: у Росії — на острівцях в затоці Петра Великого, в Японії — на островах Ідзу і Кюсю, на островах біля узбережжя Південної та, імовірно, Північної Кореї. Крім того. було зафіксоване гніздування японської кобилочки на островах біля східного узбережжя Китаю, де проходять шляхи міграції птахів. Імовірно, японська кобилочка зимує у водно-болотних угіддях на півдні Китаю, хоча підтверджені свідчення про випадки зимування надходили лише з Гонконгу. Японська кобилочка спостерігалася також на північному сході В'єтнаму, що може свідчити про ширший ареал зимування, ніж вважалося раніше. Японські кобилочки гніздяться на луках і в чагарникових заростях, зимують в очеретяних та мангрових заростях. На островах Ідзу сезон розмноження триває з травня по червень, в кладці від 3 до 6 яєць.

## Збереження
МСОП класифікує цей вид як вразливий. Через малодослідженість виду складно точно встановити розміри популяції, однак дослідники припускають, що вона становить від 3,5 до 15 тисяч птахів.